# Böök-Syndrom
Das Böök-Syndrom, auch PHC-Syndrom genannt, ist eine sehr seltene autosomal-dominante Erbkrankheit aus der Gruppe der ektodermalen Dysplasien. In der angelsächsischen Fachliteratur werden häufig die Begriffe Book syndrome oder PHC syndrome verwendet.

## Beschreibung
Das Böök-Syndrom ist durch ein Defizit an Prämolaren (Vormahlzähne), Hyperhidrose (übermäßige Schweißproduktion an den Handinnenflächen und Fingern) und vorzeitiges Ergrauen der Kopfhaare (Canities praematura) – meist schon im Kindesalter – gekennzeichnet.
Das betroffene Gen liegt auf Chromosom 4 Genlocus q12. Die Penetranz ist sehr hoch bis vollständig.

## Therapie
Die Behandlung erfolgt meist symptomatisch. Eine gezielte Therapie ist nicht bekannt.

## Erstbeschreibung
Das Böök-Syndrom wurde erstmals 1950 von dem schwedischen Humangenetiker Jan Arvid Böök (1915–1995) beschrieben. Böök berichtete von 25 betroffenen Personen aus vier Generationen in einer schwedischen Familie.